# José Suárez de Urbina
José Suárez de Urbina y Cañaveral (Carcabuey, 13 de agosto de 1846-Córdoba, 11 de agosto de 1913)  fue un militar y escritor español.

## Biografía
Nació el 13 de agosto de 1846. Descendiente de una familia hidalga andaluza, a los trece años ingresó en el Ejército como cadete de Artillería. Se pasó después al arma de Infantería y en 1866 se le concedió el grado de Alférez. Tras la revolución de 1868, pasó al arma de Caballería. Adherido al carlismo, colaboró durante el Sexenio Revolucionario con el periódico tradicionalista sevillano El Oriente.
Se negó a jurar por rey a Amadeo de Saboya, y vistiendo el uniforme de alférez de caballería, llegó a arengar a la artillería para que tampoco jurase en presencia del capitán general de Andalucía. Por ello fue procesado, siendo defendido por el comandante Emilio Martínez-Vallejos.
En 1873 marchó al norte y combatió en la tercera guerra carlista por Carlos VII, de quien fue además cronista de campaña. Acabada la contienda, pasó a la emigración, pero reingresó después en el Ejército nacional, donde llegó a ostentar el grado de comandante. No obstante, permaneció leal a la causa carlista, en la que militó activamente.
Compuso numerosas poesías de rima fácil y vigorosa, con frecuencia relacionadas con la causa tradicionalista y leídas muchas veces en las veladas de los círculos carlistas e incluso en el exilio ante Don Carlos. Firmó muchas de sus obras como «El Conde de Guernica». Entre sus obras se cuenta una versión en castellano del Guernikako Arbola.
Según El Correo Español, «su amor y lealtad al Rey y su admiración y cariño á Mella, fueron notas culminantes de su naturaleza, siempre dispuesta al amor de todo lo que era bondad y nobleza». Mantuvo también amistad con el poeta extremeño Francisco Sánchez Arjona. Al morir, se celebraron solemnes funerales en sufragio de su alma en la capilla del Sagrario y se tributaron honores militares a su cadáver.

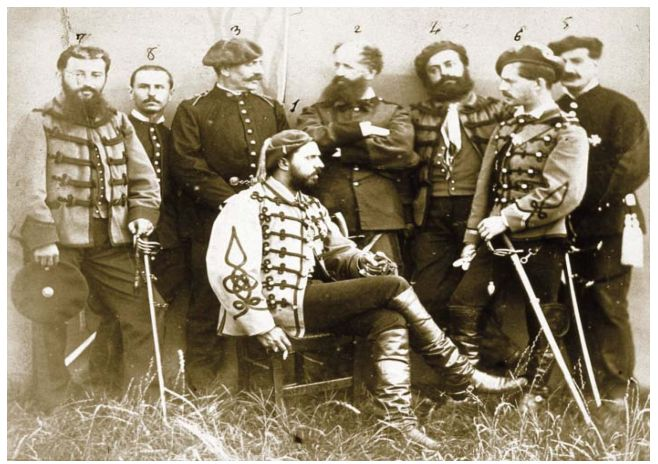
José Suárez de Urbina (8) junto con Don Carlos y varios oficiales carlistas (1874).

Vázquez de Mella escribió lo siguiente acerca de él: 

José Suárez de Urbina, poeta por cuya lira habían pasado algunas veces, hasta alcanzar grandeza épica, las hazañas de los voluntarios carlistas, pasó la vida cantando la fe, la tradición y el amor. Era el último trovador de la Edad Media que después de refugiarse en una armadura del siglo xvi y de haber peleado en América y en Flandes, concluyó por vivir emigrado entre nosotros, maldiciendo todas las bajezas y contemplando en los viejos escudos, como en libros de piedra, los heroísmos de su época que, por el contraste con la actual, le atormentaba con indecible nostalgia.

Erróneamente la Enciclopedia Espasa reduce a una sola persona a él y a su hermano José Ignacio Suárez de Urbina. Murió soltero. Era primo del general Marcelino Martínez de Junquera y tío de José Manuel, Benito y Jesús Pabón y Suárez de Urbina.
Falleció en Córdoba el 11 de agosto de 1913 y fue enterrado en el cementerio de Nuestra Señora de la Salud de Córdoba.

## Obras
- La Virgen de los Reyes. Tradición religiosa sevillana del siglo xiii escrita en verso y dedicada al gran Partido Cátolico Español (Sevilla, 1870)
- Dios, Pátria y Rey: Cancionero de D. Jaime de Borbón por el C. de Vasco-Fiel (Sevilla, 1871)
- Dios, Patria, Rey. Campaña Real. Romancero y cancionero (Sevilla, 1887)[12]
- En la boda de Blanca de Borbón (Sevilla, 1889)[13]
- Guernicaco Arbola: Himno nacional (Madrid, 1893)
- Lucha entre el bien y el mal: Desagravio a la Virgen, con una poesía de S.S. León xiii, P. M. (Madrid, 1901)
- Herejías y ripios liberales del máximo poeta Nunez de Arce (Madrid, 1901)
- Del enemigo el consejo: Historia relatada por don Carlos de Borbón a su cronista de campaña José Suárez de Urbina y dedicada por éste a don Alfonso xiii en el día de su Jura (Madrid, 1902)